# Celebrity Reflection
El Celebrity Reflection es un crucero de la Clase Solstice operado por Celebrity Cruises. Desde octubre de 2012, es propiedad y está operado por Celebrity Cruises. Tiene una cubierta más que otros cruceros de la clase Solstice. El barco tiene capacidad para más de 3609 pasajeros, más que cualquier otro barco de cruceros de Celebrity. Reflection se botó en 2012.
El último dique seco del Celebrity Reflection fue en octubre de 2022. Esta renovación incluyó mantenimiento regular, una actualización general y el cambio al nuevo esquema de color azul oscuro de Celebrity exhibido por primera vez en el Celebrity Edge.